# Iruña de Oca

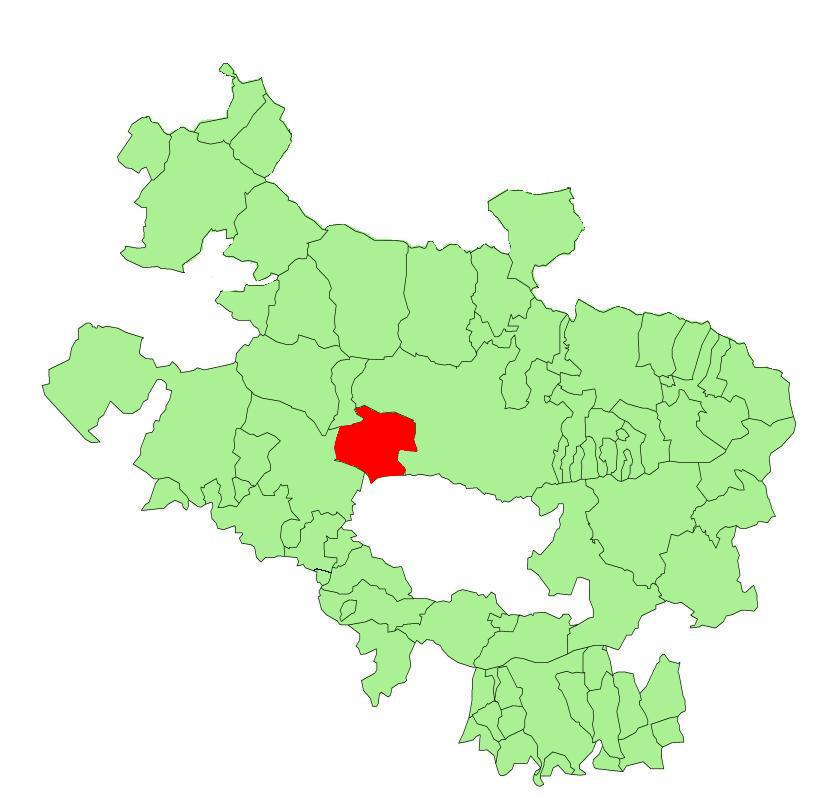
Localização de Iruña de Oca

Iruña de Oca (em castelhano) ou Iruña Oka (em basco) é um município da Espanha na província de Álava, comunidade autónoma do País Basco, de área 53,2 km² com população de 2587 habitantes (2007) e densidade populacional de 39,40 hab/km².

## Demografia
| Variação demográfica do município entre 1991 e 2004 | Variação demográfica do município entre 1991 e 2004 | Variação demográfica do município entre 1991 e 2004 | Variação demográfica do município entre 1991 e 2004 |
| --------------------------------------------------- | --------------------------------------------------- | --------------------------------------------------- | --------------------------------------------------- |
| 1991                                                | 1996                                                | 2001                                                | 2004                                                |
| 1502                                                | 1616                                                | 1953                                                | 2093                                                |